# Armbrug
De Armbrug (brug 208) is een vaste brug in Amsterdam-Centrum. De brug vormt de verbinding tussen de Oudezijds Armsteeg en de Vredenburgersteeg. Ze overspant daarbij de Oudezijds Voorburgwal net voor de plaats waar die samenstroomt met de Oudezijds Achterburgwal en verder gaat als Oudezijds Kolk. Opvallend is dat de oostelijke kade van de OZ Voorburgwal ten zuiden van de brug ophoudt, de noordoostelijk van de brug gelegen gebouwen staan direct aan het water. 

## Geschiedenis
Er ligt hier al eeuwen een brug. Op de geschilderde plattegrond van Cornelis Anthonisz. uit 1538 is hier al een brug te zien. Ook stadsarchitect Daniël Stalpaert tekende hier een brug in op zijn kaart van 1649. Anders dan de Liesdelsluis is het geen welfbrug maar een geheel "open brug" op twee jukken/pijlers. Er lag hier in al die jaren eenzelfde soort brug. De moderne geschiedenis van de brug begint in 1832, als de gemeente Amsterdam een aanbesteding uitschijft voor het vernieuwen van de vaste houten brug met een beweegbaar middenstuk; die nieuwe brug kwam van de hand van Jan de Greef, architect en directeur van de Stads Werken en Gebouwen. In 1882 was de brug aan vervanging toe. Toen schreef de gemeente opnieuw een aanbesteding uit voor het "verbreeden van de vaste houten brug no. 208" en de levering van alle materialen. Een aannemer zag kans het werk voor 4100 gulden te klaren. Die brug lag er niet lang, op 22 maart 1906 volgde een nieuwe aanbesteding. De omschrijving was toen ook veel uitgebreider:
"Het leveren van ruim 24 ton ijzer, bestaande uit balkijzer, hoekijzer, T-ijzer, U-ijzer en plaatijzer voor het vernieuwen van de vaste brug no. 208". De aannemer kon het ontwerp inzien op het bureau van de Dienst der Publieke Werken, ontwerper van de brug. Niet veel later werd ook "Het sloopen van de vaste brug no. 208" aanbesteed. Een jaar later lag de brug er; het aantal jukken/pijlers was weer teruggebracht tot twee. De brug wist vervolgens lang uit het nieuws te blijven; in 1931 moesten nog wel het boven- en onderdek van de brug vernieuwd worden. In 1987/1988 werd de brug in haar geheel vernieuwd. De ijzeren overspanning werd daarbij vervangen door beton, de X-vormige pijlers/jukken werden vervangen door een V-vorm. De ontwerper was Dirk Sterenberg van de Dienst der Publieke Werken die ook verantwoordelijk was voor de vernieuwde Liesdelsluis en Oudekerksbrug. Die twee kregen een klassiek uiterlijk; de Armbrug juist een modern.

## Vernoeming
De naam van de brug voert terug op die van de steeg en die zou weer verwijzen naar een kromming (arm) in de Warmoesstraat. De brug staat ook wel bekend als de Provincialenbrug, vanwege doe vele toeristen uit de provincie die hier foto's schieten van de oude grachtenpanden hier, maar tevens ligt de brug in het Wallengebied. Rond 2012 waren er perikelen omtrent een hervernoeming van eerst de steeg (Oudezijds Armsteeg tot Majoor Bosshardtsteeg) en vervolgens de brug (Armbrug tot Majoor Bosshardtbrug). Alida Bosshardt van het Leger des heils had namelijk in de onmiddellijke omgeving van steen en brug gewoond. Amstelveen had vlak daarvoor al een brug naar haar vernoemd in het Broersepark. Beide Amsterdamse vernoemingen gingen uiteindelijk niet door. Brug 217 kreeg (pas) in 2013 de vernoeming tot Majoor Bosshardtbrug. De Armbrug kreeg daar tegelijkertijd wel iets voor terug, een beeld van een zittende majoor op een bank ten noordwesten van de brug. 

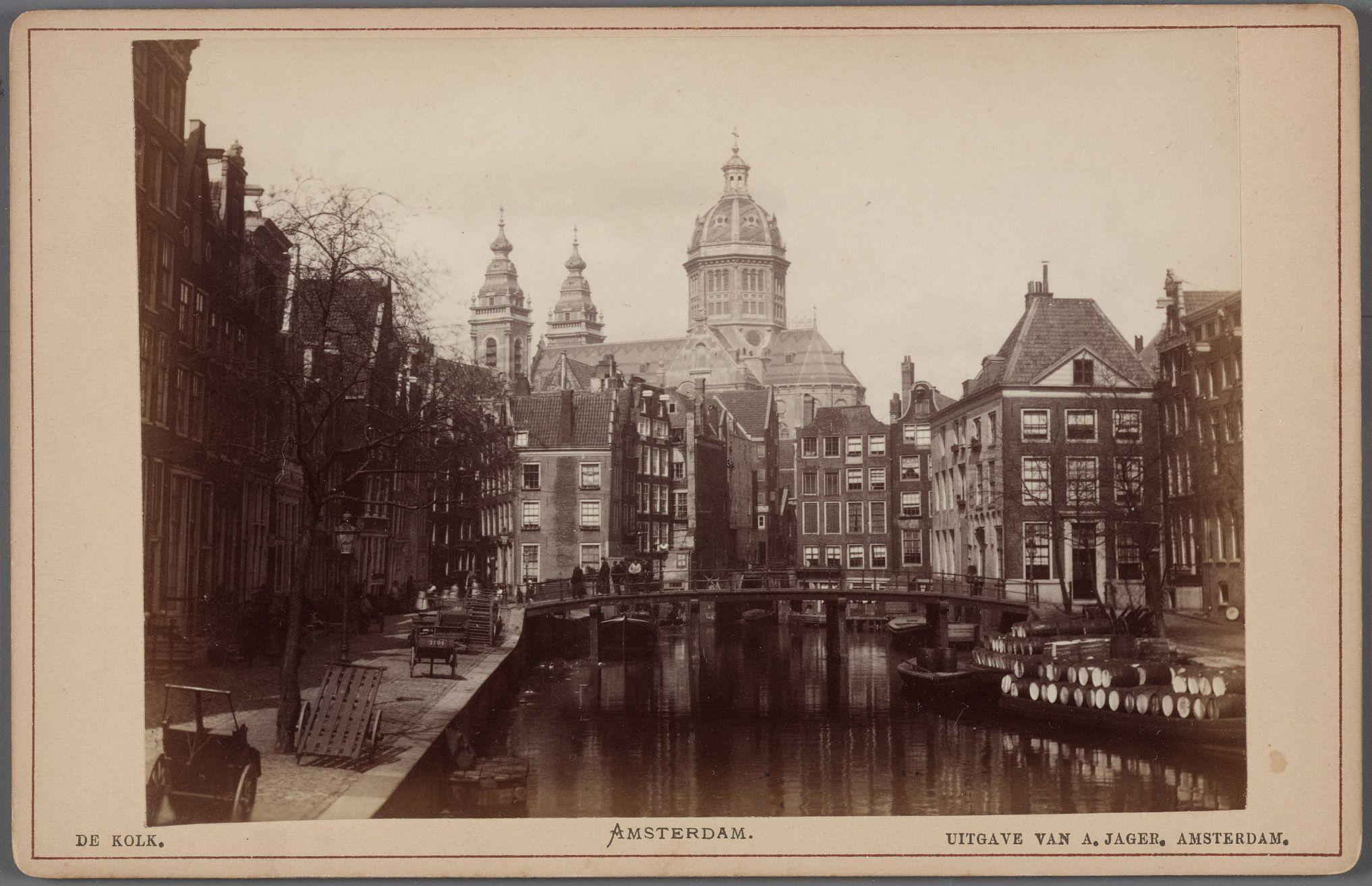
De Armbrug met vier steunen en het unieke uitzicht daarvan op de OZ Kolk
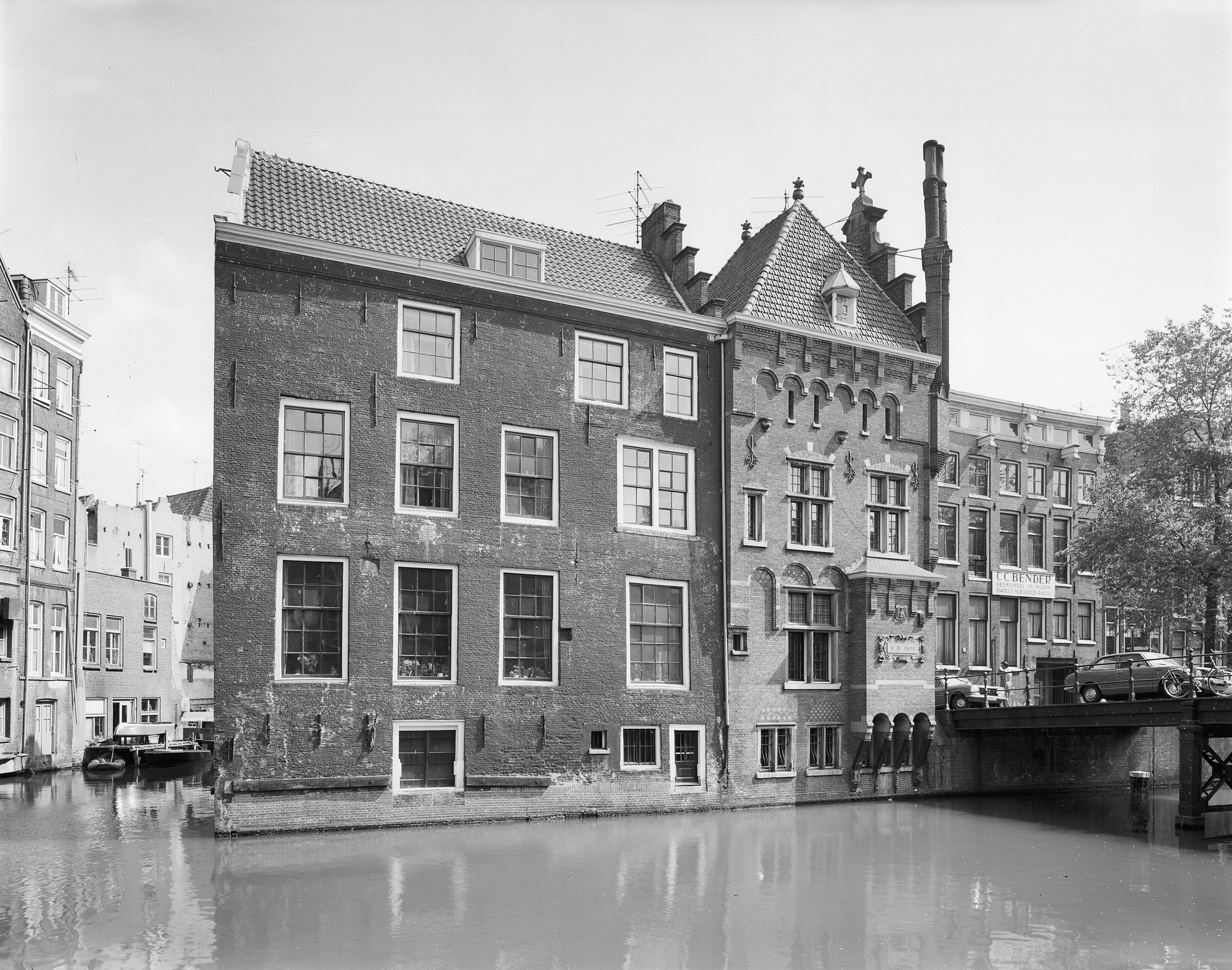
De Armbrug in 1979 met de X-vormige steunen
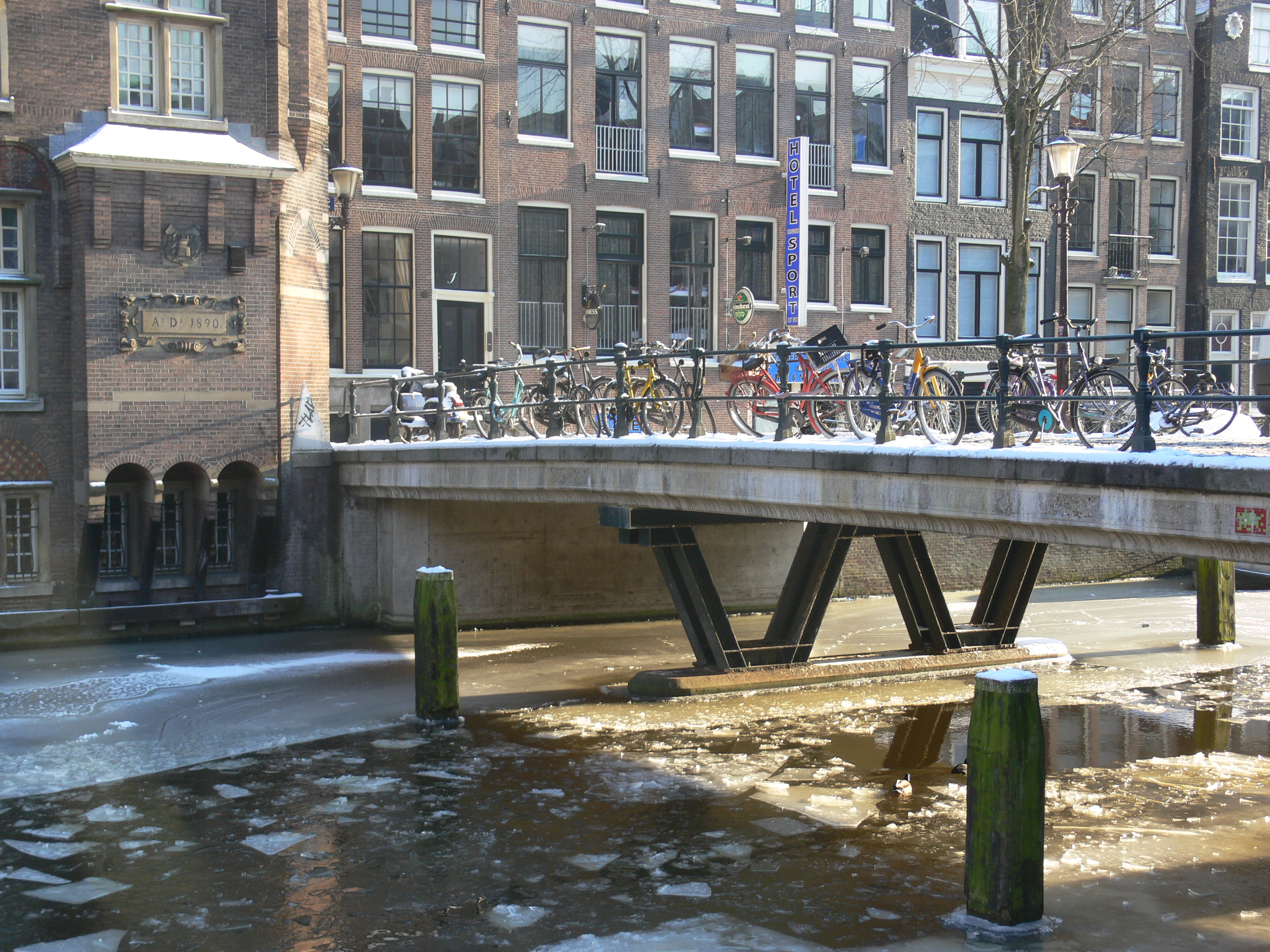
De Armbrug in 2012 met de V-vorminge steunen
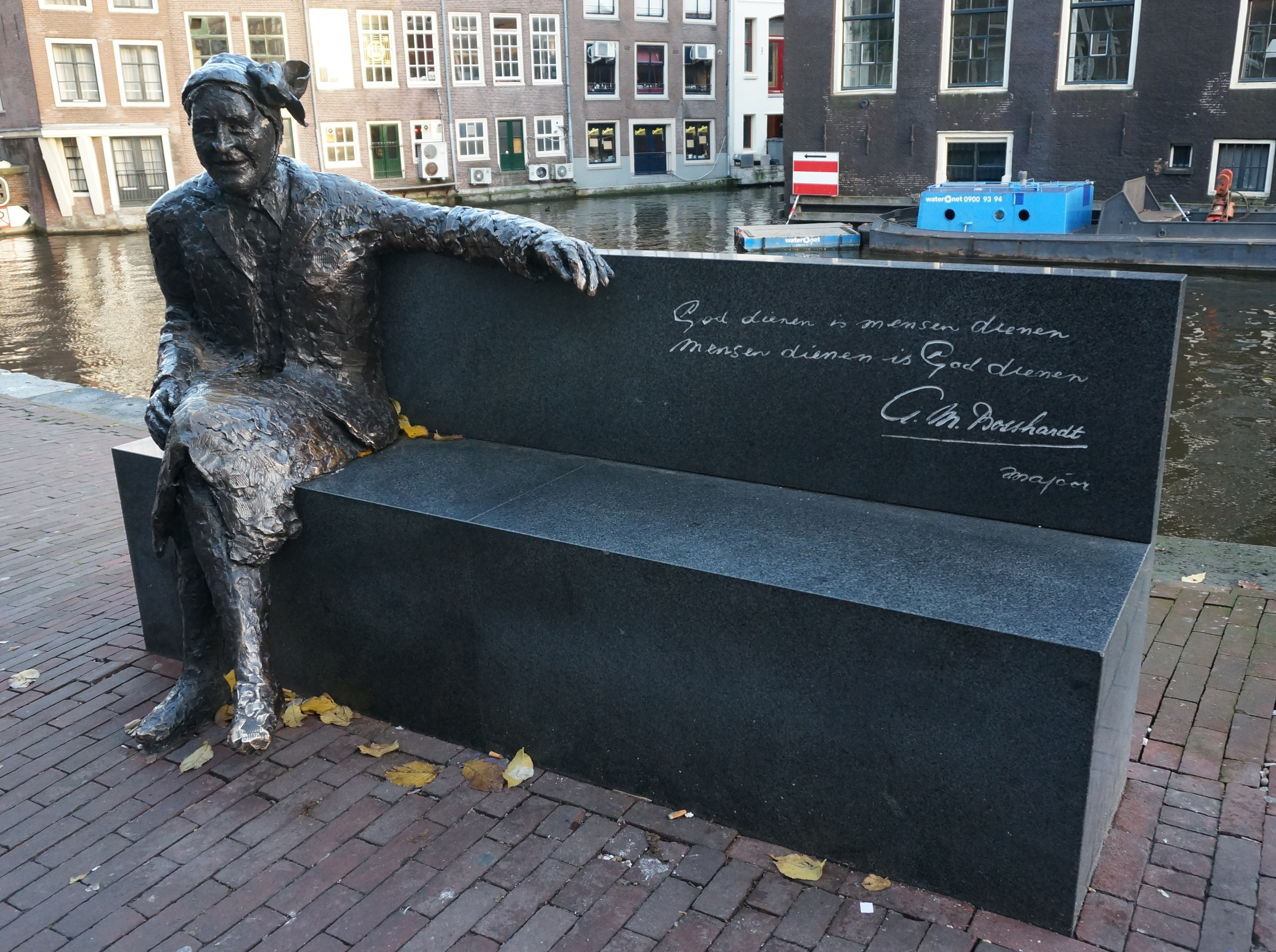
Beeld van Bosshardt

<<< · 200 · 201 · 202 · 203 · 204 · 205 · 206 · 207 · 208 · 209 ·  210 · 211 · 212 · 213 · 214 · 215 · 216 · 217 · 218 · 220 · 221 · 222 · 223 · 224 · 225 · 226 · 227 · 228 · 228P · 229 · 230 · 231 · 232 · 233 · 234 · 235 · 236 · 237 · 238 · 239 ·  240 · 241 · 242 · 243 · 244 · 245 · 246 · 247 · 248 · 249 ·  250 · 251 · 252 · 253 · 254 · 255 · 256 · 257 · 258 · 259 · 260 · 261 · 262 · 263 · 264 · 265 · 266 · 267 · 270 · 271 · 272 · 273 · 274 · 275 · 277 · 278 · 279 · 280 · 281 · 283 · 285 · 286 · 287 · 288 · 289 · 290 · 291 · 292 · 293 · 295 · 296 · 297 · 298 · 299 · >>>
Brugnummers 219, 268, 269, 276, 282, 284, 294 zijn niet (meer) in omloop.